# Vitali Nevski
Pour les articles homonymes, voir Nevski.
Vitali Nikolaïevitch Nevski (en russe Виталий Николаевич Невский ; en biélorusse Віталь Мікалаевіч Неўскі, Vital Mikalaïevitch Newski) est un astronome amateur biélorusse.
Le Centre des planètes mineures le crédite de la découverte de six astéroïdes, toutes effectuées en 2009.
Il a également découvert la comète non périodique C/2013 V3 (Nevski) et a fait partie de l'équipe qui a découvert la comète C/2012 S1 (ISON). Il reçoit deux fois le prix Edgar-Wilson en 2013 et 2014 pour la découverte des comètes C/2012 S1 et P/2013 V3 (Nevski) respectivement.
| (216897) Golubev   | 24 avril 2009     |
| (264061) Vitebsk   | 23 septembre 2009 |
| (269567) Bakhtinov | 24 novembre 2009  |
| (269589) Kriatchko | 10 décembre 2009  |
| (279274) Shurpakov | 19 novembre 2009  |